# Бэлин, Айна
А́йна Бэ́лин (англ. Ina Balin), урождённая — Ро́зенберг (англ. Rosenberg; 12 ноября 1937, Бруклин, Нью-Йорк, США — 20 июня 1990, Нью-Хэйвен, Коннектикут, США) — американская актриса, сценарист и кинопродюсер.

## Биография
Айна Розенберг родилась 12 ноября 1937 года в Бруклине (штат Нью-Йорк, США) в семье евреев-танцоров. Отцом Айны был Сэм Розенберг. Её родители развелись, когда она была маленькой, а мать позже вышла замуж в четвёртый раз за обувного магната Харольда Бэлина, который удочерил девочку и дал ей свою фамилию. У Бэлин был младший брат — актёр Ричард Бэлин (род. 1940).
Ина обучалась в школах-интернатах, включая «Montessori Children’s Village» в Бакс-Каути (штат Пенсильвания, США).

### Карьера
В 1957 году Айна Бэлин дебютировала в театре, исполнив роль Рут в спектакле «Принуждение» (англ. Compulsion).
В 1958 году она появилась на телевидении, сыграв роль в эпизоде «Злой урожай» телесериала «Телевизионный театр Крафта».
В том же году Бэлин дебютировала в кино, снявшись в одной из главных ролей в фильме «Чёрная орхидея».
В 1961 году актриса исполнила роль Пилар Грэйли в фильме «Команчерос», за которую получила премию Western Heritage Awards (1962) в номинации «Театральный кинофильм». В том же году она удостоилась премии «Золотой глобус» в номинации «Самый многообещающий новичок — Женщина». Всего сыграла в 70 фильмах и телесериалах.
В 1980 году Айна Бэлин дебютировала в качестве сценариста и продюсера с фильмом «Дети Лака», в котором она сыграла саму себя.

### Личная жизнь
В 1976 году Бэлин удочерила трёх девочек из Вьетнама вне отношений: Нгуйет Бати Бэлин, Ба-Нхи Май Бэлин и Ким Тай Бэлин.

### Смерть
52-летняя Айна Бэлин умерла от лёгочной гипертензии, вызванной коронарной недостаточностью, 20 июня 1990 года в Нью-Хэйвене (штат Коннектикут, США).

## Избранная фильмография
актриса
| Год       |    | Русское название                              | Оригинальное название        | Роль                     |
| --------- | -- | --------------------------------------------- | ---------------------------- | ------------------------ |
| 1958      | с  | Телевизионный театр Крафта                    | Kraft Television Theatre     | имя персонажа неизвестно |
| 1958      | ф  | Чёрная орхидея                                | The Black Orchid             | Мэри Валенте             |
| 1959      | ф  | Насилие                                       | Compulsion                   | подруга Майка            |
| 1961      | ф  | Команчерос                                    | The Comancheros              | Пилар Грэйли             |
| 1965      | ф  | Величайшая из когда-либо рассказанных историй | The Greatest Story Ever Told | Марфа Вифанийская        |
| 1965      | с  | Бонанза                                       | Bonanza                      | Сара Рейнольдс           |
| 1967      | с  | Напряги извилины                              | Get Smart                    | Энн Феррис               |
| 1969      | ф  | Чарро!                                        | Charro!                      | Трейси Уинтерс           |
| 1971      | ф  | Киномеханик                                   | The Projectionist            | девушка                  |
| 1980      | тф | Дети Лака                                     | The Children of An Lac       | Айна Бэлин               |
| 1981—1986 | с  | Частный детектив Магнум                       | Magnum, P.I.                 | профессор Мартинес/Лила  |
| 1982      | с  | Супруги Харт                                  | Hart to Hart                 | Джей Тёрнер              |
| 1984      | с  | Воздушный волк                                | Airwolf                      | Ингрид Кендолл           |
| 1986      | с  | Как вращается мир                             | As the World Turns           | Розалинд Хэтчли          |
| 1988      | с  | Она написала убийство                         | Murder, She Wrote            | Стелла Гамбини           |

сценарист
- 1980 — «Дети Лака»/The Children of An Lac

продюсер
- 1980 — «Дети Лака»/The Children of An Lac